# Toussaintia patriciae
Toussaintia patriciae är en kirimojaväxtart som beskrevs av Q. Luke och Deroin. Toussaintia patriciae ingår i släktet Toussaintia och familjen kirimojaväxter. IUCN kategoriserar arten globalt som starkt hotad. Inga underarter finns listade i Catalogue of Life.